# Casalincontrada
Casalincontrada est une commune de la province de Chieti dans les Abruzzes en Italie.

## Administration
| Période                                  | Période  | Identité          | Étiquette | Qualité |
| ---------------------------------------- | -------- | ----------------- | --------- | ------- |
| 14 juin 2004                             | En cours | Concetta Di Luzio |           |         |
| Les données manquantes sont à compléter. |          |                   |           |         |

### Hameaux
Aceto, Adriani, Ambrosetti, Brecciarola, Colle Petrano, Coppelli, Fellonice, Fontanelle, Malandra Nuova, Malandra Vecchia, San Lorenzo-Croce Della Madonna, San Marco, Sciabolone, Scrocchetti

### Communes limitrophes
Bucchianico, Chieti, Manoppello (PE), Roccamontepiano, Serramonacesca (PE)